# Rostroculodes kroyeri
Rostroculodes kroyeri är en kräftdjursart som först beskrevs av Boeck 1871.  Rostroculodes kroyeri ingår i släktet Rostroculodes och familjen Oedicerotidae. Inga underarter finns listade i Catalogue of Life.